# Stadio Charles Tondreau
Lo stadio Charles Tondreau (in francese Stade Charles-Tondreau; in olandese Charles Tondreaustadion) è un impianto sportivo polivalente belga di Mons.
Attualmente è utilizzato soprattutto per le partite di calcio del Mons.
Lo stadio contiene 13.000 posti a sedere.

## Storia
Dopo la fondazione dell'associazione di René Tondreau, Maurice Van Pel, Henri Fernand Lebailly e Courtois, una locazione maggio 1910, un terreno di un ettaro a oggi Avenue du Tir. Il 25 settembre dell'anno, la sede dell'associazione è stato inaugurato davanti a 300 spettatori. 
Attualmente, lo stadio è nel mezzo della fase di ricostruzione. In primo luogo, una tribuna moderna era con VIP casette costruite e sedi aziendali ed è stata seguita da un nuovo stand dietro. Entrambi i ranghi sono completi di sedie con posti a sedere. Lo stand di fronte è dotata di aprire in piedi come posti a sedere coperti. La seconda posizione è dietro unüberdacht e ha solo posti in piedi con frangiflutti. Quando i due vecchi file devono cedere il passo a nuovi edifici e la ristrutturazione continua, ma non è ancora fissata. Dietro la tribuna sono tre campi da calcio per scopi didattici.
Ogni anno, che si trova nella città di Mons duro Ducasse de Mons celebrato. Durante la celebrazione più giorni si svolge internazionale di musica militare Festival Festival Internazionale des Musiques militaires de Mons (FIMM) e altri allo Stade Charles Tondreau invece. Prima trovato questo posto nel 1961 e prende il nome dal Edinburgh Military Tattoo è il secondo più grande festival del suo genere in Europa.